# Edda Ciano

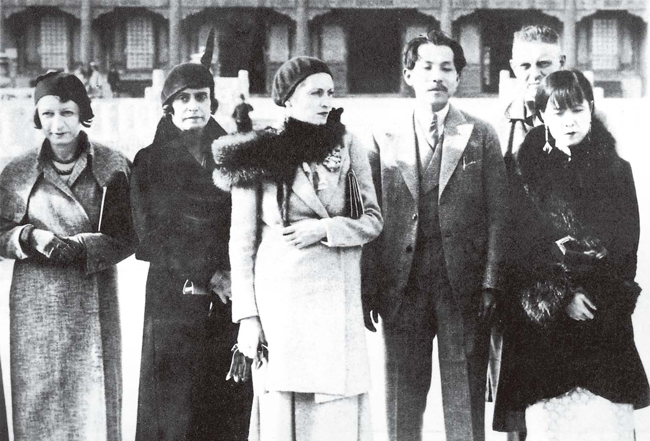
Edda Ciano in der Mitte des Bildes, rechts daneben Zhang Xueliang

Edda Mussolini Ciano, Gräfin von Cortellazzo und Buccari (* 1. September 1910 in Forlì; † 8. April 1995 in Rom) war die älteste Tochter des italienischen Faschistenführers Benito Mussolini und Ehefrau des italienischen Diplomaten und späteren Außenministers Galeazzo Ciano (1903–1944).

## Leben vor dem Zweiten Weltkrieg
In der Geburtsurkunde der Erstgeborenen (und erklärten Lieblingstochter) Mussolinis fehlte der Eintrag der Mutter Rachele Guidi, da das Elternpaar noch bis zu ihrem vierten Lebensjahr unverheiratet war. Nach italienischem Recht war dies der Grund für das Fehlen des Namens und nicht das später entstandene Gerücht, sie sei die uneheliche Tochter von Angelica Balabanoff, einer russischen Emigrantin jüdischer Herkunft, die Mussolini in Genf kennengelernt und die später zur Mitarbeiterin an den beiden von ihm geleiteten Tageszeitungen Avanti! und Popolo d'Italia wurde.
Den Grafen Gian Galeazzo Ciano lernte sie Anfang 1930 über dessen Schwester Maria kennen, mit der Edda häufig die römischen Partys besuchte. Galeazzo hatte zu dieser Zeit gerade seine diplomatische Ausbildung zum Botschaftssekretär in Brasilien, Argentinien und China abgeschlossen und hielt sich zwischenzeitlich wieder in Rom auf, wo er seine Ernennung zum Konsul in Shanghai erwartete. Mussolini seinerseits war eng befreundet mit dessen Vater Costanzo Ciano, einem alten Kampfgefährten, der später faschistischer Präsident der Abgeordnetenkammer wurde, und hatte daher keinerlei Bedenken, das aufstrebende junge Parteimitglied als seinen Schwiegersohn zu akzeptieren. Bereits zwei Monate nach Cianos Antrittsbesuch in der Villa Torlonia, am 24. April 1930, wurde das Paar in der nahegelegenen Kirche San Giuseppe getraut. Gleich im Anschluss an seine Flitterwochen schiffte sich das Paar nach Shanghai ein, wo Ciano als Generalkonsul eingesetzt war. Dort kam auch 1931 ihr Sohn Fabrizio zu Welt, genannt Ciccino. Im Jahr darauf avancierte Ciano zum Geschäftsträger, dann war er „Sondergesandter mit Generalvollmacht“ in Peking. Im Juni 1933 kehrte die Familie nach Rom zurück; Edda war zu diesem Zeitpunkt gerade schwanger mit der Tochter Raimonda, der sie später den Kosenamen Dindina gab. Ihr jüngerer Sohn Marzio, genannt Mowgli (nach der Romanfigur von Rudyard Kiplings Dschungelbuch), wurde 1937 ebenfalls in Rom geboren. Außerhalb der Ehe hatten beide zahlreiche Affären.

## Der Kampf um das Leben ihres Mannes und die Ciano-Tagebücher
Nachdem Galeazzo Ciano bei der Sitzung des Faschistischen Großrats am 24./25. Juli 1943 für die Absetzung Mussolinis gestimmt hatte und von der neuen Regierung als Außenminister entlassen worden war, flüchtete er mit seiner Familie am 28. August 1943 nach Deutschland, um möglichen Repressionen zu entgehen. Nach der Befreiung Mussolinis und der Errichtung der von ihm geführten Republik von Saló lieferte Deutschland Galeazzo Ciano am 17. Oktober 1943 dorthin aus. Edda Ciano war einige Tage zuvor mit ihren Kindern nach Italien zurückgekehrt. Galeazzo Ciano wurde wegen seiner Beteiligung am Sturz Mussolinis inhaftiert und schließlich im Schauprozess von Verona vor Gericht gestellt. Am 10. Januar 1944 wurde er zum Tode verurteilt.
Edda Ciano setzte sich während der Haftzeit ihres Mannes sowohl bei Hitler als auch bei ihrem Vater nachdrücklich für seine Freilassung ein. Als Druckmittel drohte sie damit, die in ihrem Besitz befindlichen Tagebücher Cianos in alliierte Hände gelangen zu lassen. So schrieb sie an Hitler:

„Führer! Zum 2. mal habe ich mich auf Ihr Wort verlassen und bin abermals betrogen worden. Allein die Tatsache, daß unsere Soldaten Seite an Seite auf den Schlachtfeldern gefallen sind, hat mich bisher davon abgehalten, zum Feind überzugehen. Wenn mein Ehemann nicht zu den Ihrem General gegenüber genannten Bedingungen befreit werden sollte, so wird mich keine weitere Überlegung zurückhalten. Die Dokumente sind seit einiger Zeit in den Händen von Personen, die allein ermächtigt sind, sich ihrer zu bedienen, falls meinem Mann und mir, meinen Kindern und der Familie irgendetwas zustoßen sollte.“

Das nationalsozialistische Regime lehnte jedoch eine Intervention zugunsten Cianos ab. Noch in der Nacht vor der Hinrichtung erklärte der oberste deutsche SS-General und Polizeiführer in Italien, Karl Wolff, Mussolini gegenüber am Telefon: 

„Nach Ansicht des Führers ist der Fall Ciano als eine rein innenpolitische und ausschließlich italienische Angelegenheit zu betrachten.“

Trotz des Drängens seiner Tochter verweigerte Mussolini eine Begnadigung. Gian Galeazzo Ciano wurde am Morgen des 11. Januar zusammen mit vier weiteren Verurteilten hingerichtet.
Schon während der Inhaftierung ihres Mannes in Verona tat sich Edda mit „Felizitas“ Beetz zusammen. Gemeinsam mit einem weiteren Freund der Familie, Emilio Pucci, organisierte sie sowohl ihre Flucht mit den Kindern als auch die Überführung vollständiger Abschriften der sieben Tagebücher Cianos in die Schweiz, in denen dieser seine Sicht des politischen Geschehens der Jahre 1937 bis 1943 aufgezeichnet hatte.
Am 9. Januar 1944 ging sie mit den Kindern illegal über die Schweizer Grenze bei Gaggiolo. In der Schweiz erhielt sie aber kein Asyl. Am Anfang wohnte sie in Neggio, dann in Ingenbohl und Monthey; endlich musste sie am 30. August 1945, vier Monate nach Kriegsende, nach Italien zurückkehren. Dort wurde sie auf der Insel Lipari interniert und am 20. Dezember 1945 für ihre Unterstützung des Faschismus zu zwei Jahren Haft verurteilt. Nach ihrer vorzeitigen Entlassung am 2. Juli 1946 ging sie kurzzeitig nach Frankreich, wo sie mit Hilfe des Journalisten Albert Zarca ihre Memoiren schrieb. Anschließend kehrte sie wieder nach Italien zurück und lebte teils in Rom, teils in ihrer Villa auf Capri.
Sie starb 1995 und wurde in Livorno neben ihrem Mann beerdigt.

## Sonstiges
- 1933 wurde das nach ihr benannte Stadio Edda Ciano Mussolini in Livorno eingeweiht.[8]

- Während der italienischen Besatzung im Zweiten Weltkrieg wurde die albanische Stadt Saranda nach ihr Porto Edda genannt.

- In einem Brief vom 2. September 1943 an Heinrich Himmler verweist sie auf ihre Ehrenmitgliedschaft in der SS, die sie von ihm persönlich verliehen bekommen hatte.[9]

## Edda Ciano im Film
- Edda Ciano bei IMDb
- Edda (2005) (TV) Gespielt von Julienne Liberto / Alessandra Martines.
- Mussolini: The Untold Story (1985) TV-Serie Gespielt von Mary Elizabeth Mastrantonio (als Edda Mussolini-Ciano) … Auch bekannt als: Mussolini: The Untold Story – USA (Originaltitel).
- Der Duce und ich (1985) (TV) Gespielt von Susan Sarandon (als Edda Mussolini Ciano) … Auch bekannt als: Mussolini and I – Schweiz (Originaltitel).
- Il processo di Verona (1963) Gespielt von Silvana Mangano.